# Streblocera xanthocarpa
Streblocera xanthocarpa är en stekelart som beskrevs av De Saeger 1946. Streblocera xanthocarpa ingår i släktet Streblocera och familjen bracksteklar. Inga underarter finns listade i Catalogue of Life.